# Spolky c. k. vojenských vysloužilců v Čechách, na Moravě a ve Slezsku
Spolky c. k. vojenských vysloužilců se zakládaly podle vzoru německých spolků na území Čech, Moravy a Slezska většinou až na přelomu šedesátých a sedmdesátých let 19. století. Jejich hlavním posláním se stala dobročinná a charitativní činnost ve prospěch svých členů. I když se situace vojenských vysloužilců od konce 18. století v Rakousku-Uhersku začínala zlepšovat, přesto valná část řadových vysloužilých vojáků odcházela z armády ve vysokém věku nebo jako válečný invalida. V každém případě obtížné zapojování vysloužilých vojáků do civilního života se stalo podnětem k jejich sdružování. Spolky veteránů patřily v Čechách, na Moravě a ve Slezsku k nejpočetnější a nejmasovější společenské organizaci.
Po rozpadu monarchie, vyhlášení Československa a demobilizaci vojáků (hlavně bez česko-slovenského občanství) čs. vojenská správa povolala znovu do zbraně i stovky již demobilizovaných velitelů. Československá vláda použila bývalé rakousko-uherské vojáky pro zlomení kladeného odporu v pohraničních oblastech (Deutschböhmen, Deutschsüdmähren, Sudetenland a Böhmerwaldgau), ale také v počátku na Slovensku. Vojsko složené hlavně z tzv. „austrijáků“ a bývalé c . k. četnictvo pomáhalo hlídat nádraží, důležité budovy, bránilo krádežím, výtržnostem, ale i lynčování obyvatelstva. I když nepřekypovali láskou k nové republice, plnili své povinnosti příkladně a s vžitou frontovou kázní. Nově vzniklá republika se jim odvděčila opovržením, mnohdy i diskriminací.
Právě toho také využila německá okupační vláda za protektorátu. Předpokládala, že čeští důstojníci rakousko-uherské armády sdružení ve „Svazu vojáků z fronty“ budou po zkušenostech v bývalém Československu ke spolupráci náchylnější. Český svaz válečníků měl působit na bývalé rakousko-uherské a čs. vojáky a převychovávat je po vzoru národně socialistických válečnických spolků. Nikdo z veteránských armádních elit, odsouzených po válce za kolaboraci, nebyl národním socialistou, ani antisemitou. Všechny veřejné špičky bez výjimky spojoval odpor k bolševismu a oddanost císaři Františku Josefovi I., kterému přísahali.

## Historie
První organizace vojenských vysloužilců v habsburské monarchii podle vzoru veteránských spolků v Německém spolku se objevila po Napoleonských válkách v roce 1821 u severočeských Němců v Liberci. Postupně vznikaly další jako například v Římově (1824), v Ústí nad Orlicí (1825), ve Vídni (1830) a o deset let později druhý vídeňský veteránský spolek pod protektorem knížetem Karlem ze Schwarzenbergu. Po válkách v roce 1848/49, 1859, 1864 a 1866 následovala nová vlna zakládání vojenských spolků a v letech 1890–1900 se objevily spolky i v malých městech a na venkově. Postupně se o takové zabezpečení snažily i ostatní země monarchie. Císařské nařízení č. 266 z 19. prosince 1853 zajistilo vysloužilým vojákům a poddůstojníkům (pokud uměli číst, psát a počítat) zaměstnání ve státní správě a ve všech státem zřizovaných institucích. Zde mohli zastávat pozici pomocného nebo manipulačního personálu.
Po roce 1867 se stala c. k. armáda nejdůležitější institucí v nové „dopelmonarchii“. V době rostoucích nacionálních trendů měla armáda nadnárodní charakter a její důstojníci se cítili být oddáni především svému císaři. Vytvářeli speciální společenskou a sociální skupinu, která se identifikovala s armádou a monarchií. Branný zákon z prosince 1868 zavedl všeobecnou brannou povinnost. Povinná vojenská služba trvala nyní tři roky (u námořnictva čtyři), čímž život a kariéru řadových vojáků tolik neovlivňovala. Proto branný zákon dovoloval zaměstnat ve státní službě pouze poddůstojníky. Členskou základnu veteránských spolků tak tvořili poddůstojníci c. a k. armády a námořnictva do hodnosti šikovatele (Feldwebel) či strážmistra (Wachtmeister).

## Říšský rakouský svaz c. k. vojenských vysloužilců

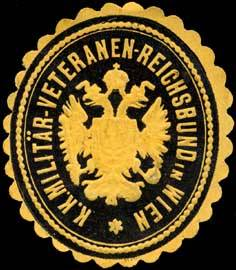
Znak pečeti rakouského říšského svazu „k. k. Militär-Veteranen-Reichsbund“ ve Vídni.

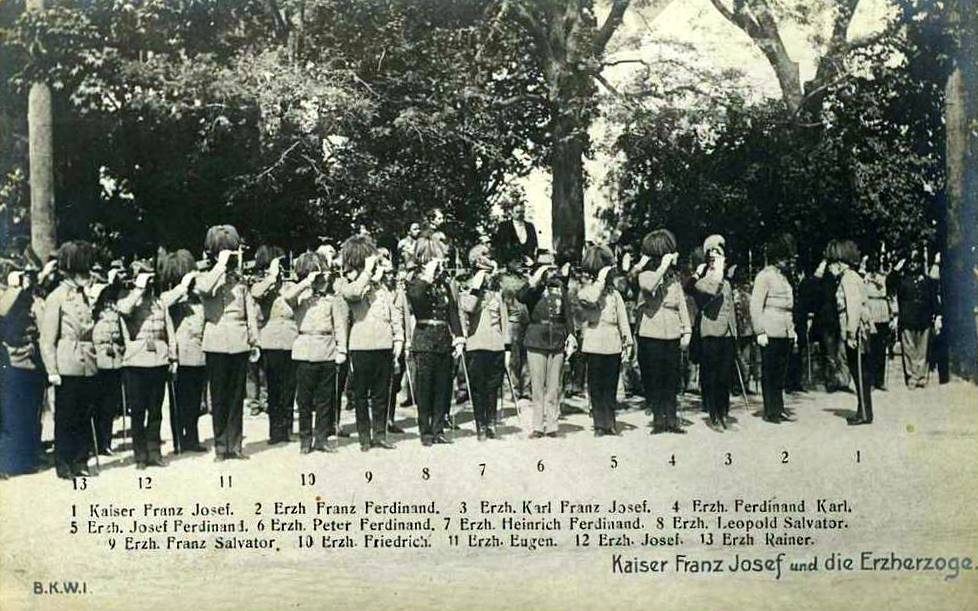
Císař František Josef I. se svými arcivévody – nastoupen i Rainer Ferdinand Habsbursko-Lotrinský.

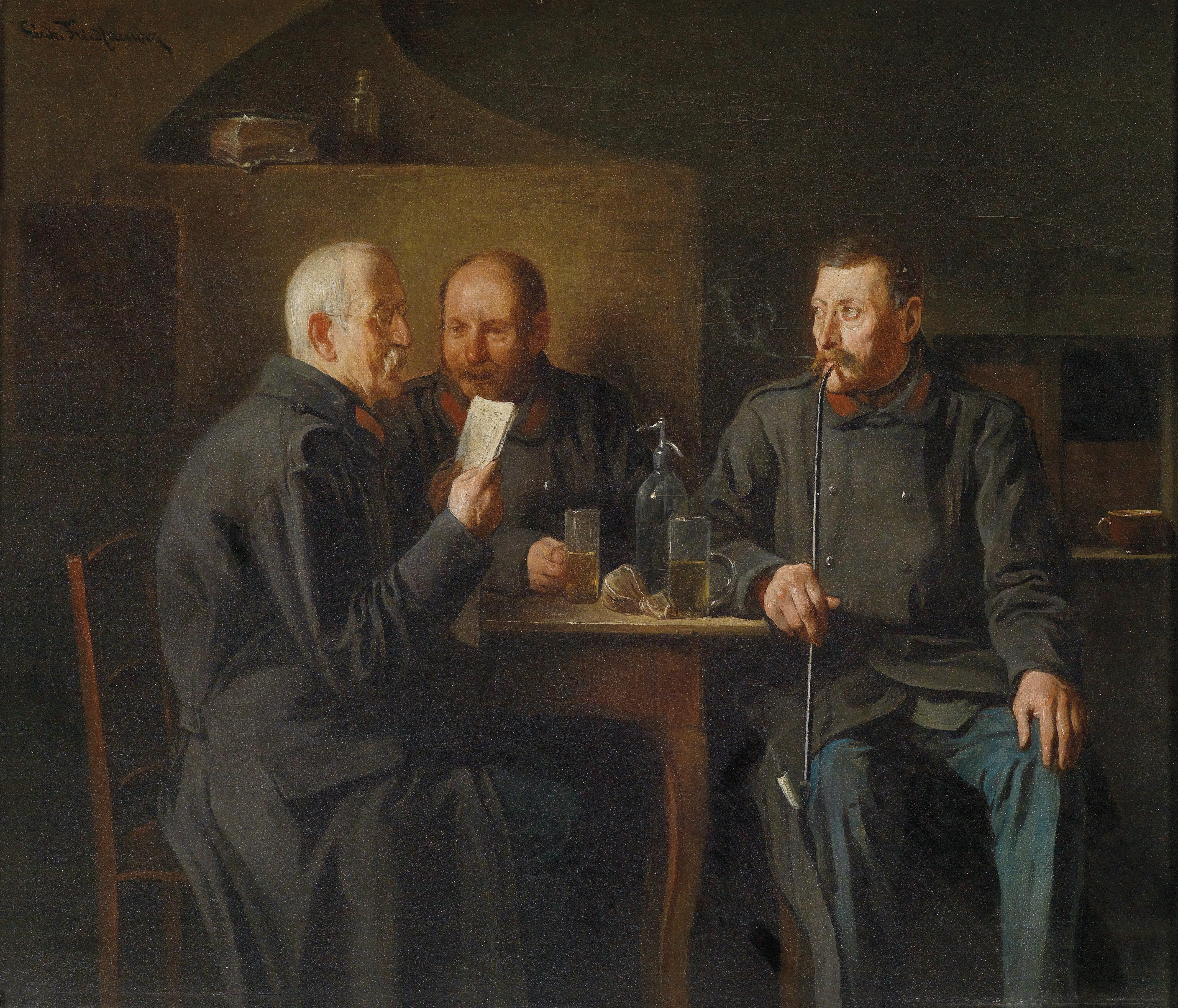
Obraz od malíře Friedrich Friedländer (1825–1901) «Veteranen im Gespräch» (1901) zobrazuje veterány ve své uniformě.

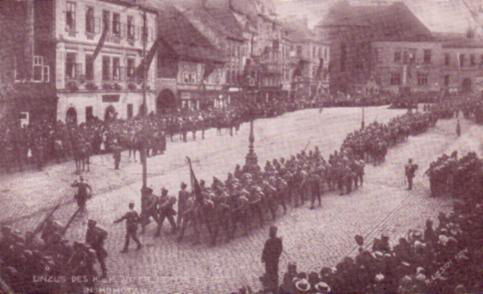
Narukování c. k. pěchotního pluku č. 92 v Chomutově v roce 1914

Ministerstvo obrany a ministerstvo vnitra drželo dohled nad spolky vojenských vysloužilců. Snaha státu všechny je sjednotit se projevila nejprve vydáním společných stanov, úpravou jednotné uniformy, ustanoveními o praporu a nošení zbraně a od 60. let 19. století snahami o zřízení jednotné organizace. Předchůdci centralizace podle německého vzoru se staly opět německé veteránské spolky na severu Čech. V roce 1870 byl založen v Krásné Lípě první svaz vojenských vysloužilců v rakouské části monarchie s názvem „Nordböhmischer Militär-Veteranenbund“. Centralistické tendence se projevovaly i ze strany I. veteránského spolku v Salcburku. Spolek obeslal všechny veterány pozvánkou na spřátelenou slavnost „Vebrüderungsfest“ 27. června 1869. Příští rok zorganizoval Louis Fischer den veteránů (Veteranentag) v Opavě, z kterého se nakonec stalo pravidelné každoroční setkávání. Na setkání ve Vídni v roce 1873, kterého se účastnili především veteráni z Čech, Moravy a alpských zemí, se vojenští vysloužilci usnesli na zřízení ústředního rakouského svazu. Mezi tím, co se na regionálních úrovních veteráni o smyslu ústředí dohadovali, založili veteráni z Vídně v roce 1882 další zemský zastřešující svaz „Militär-Veteranenbund der k. k. Reichshaupt und Residenzstadt“ a v roce 1893 v Chebu „Westböhmischer Militär-Veteranen-Landesbund“. V ostatních částech rakouské monarchie se centralizace pozastavila až do doby, kdy se nadřízené orgány ujmuly iniciativy.
Na nutnost ústředního orgánu upozornil Arcivévoda Albrecht ve svém memorandu v květnu 1892, krátce po sjezdu veteránů ve Vídni, kde byl jednak odhalen památník Radeckému (Radetzky Denkmal) a zároveň zde byla znovu tato otázka diskutována. Za spolupráce arcivévody Albrechta a penzionovaného generála Eduarda Mingazziho z Modigliana, ministerstva obrany a ministerstva vnitra byl v roce 1895 ústřední rakouský svaz „k. k. österreichischen Militär-Veteranen-Reichsbund“ (ÖMVR) se sídlem ve Vídni založen. Prezidentem svazu byl zvolen generál Mingazzi. Ale i tak se nejevila cesta ke sjednocení jednoduchou. Ukázalo se, že mimo území Čech existoval na regionální úrovni jen malý počet spolků a nebo jich valná většina se vstupem do ústředí váhala. Do říšského svazu vstoupilo nejvíce spolků z Dolního Rakouska a Vídně. Mnohé se obávaly ztráty samostatnosti nebo zvýšení členských poplatků. K národnostním třenicím pozvolna docházelo u veteránů v Čechách, ve Štýrsku a v Haliči. Zemský svaz veteránů „Militär-Veteranen-Landesbund für das Kronland Salzburg“ byl založen teprve v roce 1907. Po anektování v roce 1908 přibyly další problémy v Bosně.
O vstupu do svazu rozhodovalo představenstvo a byl dobrovolný. Zemské svazy „Militär-Veteranen-Landesbund für Böhmen“ v Litoměřicích, „Nordböhmischer Militär-Veteranenbund“ v Krásné Lípě, „Westböhmischer Militär-Veteranen-Landesbund“ v Chebu, „k. k. österreichischer Krieger-Landesbund für Mähren“ v Brně a „Militär-Veteranen-Landesbund für Schlesien“ v Opavě zastřešovaly i české ekvivalenty veteránských spolků. S rostoucími nacionálními třenicemi se objevily snahy o založení českého zemského svazu, pod kterým by české spolky mohly nadále fungovat. V roce 1886 byl založen v Praze český „Ústřední sbor spolků vojenských vysloužilců v království Českém“ a v roce 1903 se snažili moravští veteráni z rakouského zemského svazu „Österreichischer Krieger-Landesbund für Mähren“ vystoupit a založit vlastní ústředí podle vzoru v Čechách.

### Zemské svazy rakouských veteránů
- Militär-Veteranenbund der k. k. Reichshaupt und Residenzstadt, Wien
- Militär-Veteranen-Landesbund für Niederösterreich, Wien
- Militär-Veteranen-Landesbund für Oberösterreich, Linz
- Militär-Veteranen-Landesbund für Böhmen, Leitmeritz (Litoměřice)
- Nordböhmischer Militär-Veteranenbund, Schönlinde (Krásná Lípa)
- Westböhmischer Militär-Veteranen-Landesbund, Eger (Cheb)
- Militär-Veteranen-Landesbund für Steiermark, Graz
- Militär-Veteranen-Landesbund für Schlesien, Troppau (Opava)
- Militär-Veteranen-Landesbund für Mähren (1895),[4] ab dem Jahr 1914 Krieger-Landesbund für Mähren, Brünn (Brno)
- Militär-Veteranen-Landesbund für Tirol, Innsbruck
- Militär-Veteranen-Landesbund für Vorarlberg
- Militär-Veteranen-Landesbund für das Kronland Salcburk
- Militär-Veteranen-Landesbund für die Bukowina
- Militär-Veteranen-Landesbund für Galizien
- Küstenländischer Militär-Veteranen-Landesbund
- Landesbund der Militär-Veteranen und Kriegervereine Kärntens
- Militär-Veteranen-Landesbund Krain[5]

## Spolková činnost a členská základna
Aktivní členskou základnu tvořila hlavně německá nižší buržoazie – živnostníci, řemeslníci a drobní obchodníci. Vzhledem k tomu, že byly spolky odkázány na finanční podporu z vyšších společenských vrstev, existovalo zároveň čestné a podpůrné členství z řad šlechty, církevních hodnostářů a vzdělaného mešťanstva. K tomu volily spolky po jednom protektorovi, který většinou pocházel z vyšší šlechty nebo přímo z císařského rodu a skrze které spolky proklamovaly svoji politickou příslušnost nebo politické přesvědčení Spolky, které se hlásily po roce 1848 k odkazu rakouského maršála Radeckého, představovaly spojení německých a rakouských liberálů, měšťanstva a armády. Proto pro veterány «Radeckého» hrálo vnímání německé otázky mnohem větší roli. Zrovna tak u veteránů pod patronací rakouského arcivévody Rainera (Erzherzog Rainer). Takto patrioticky zaměřené veteránské spolky udržovaly přeshraniční spolupráci s německými centrálami a zapojovaly se i do kulturních akcí německo-českých a německo-moravských vojenských vysloužilců v rámci tzv. obranářských spolků (Schutzvereine). Politický konsens zastřešoval i říšský rakouský svaz veteránů, který byl namířen proti sociálním demokratům. Vojáci všech politických stran vstupující do veteránských spolků prohlašovali, že jsou věrni císaři, říši a vlasti „(Wer nicht auf dem Boden der Treue zu Kaiser und Reich steht, der gehört nicht in die Militärveteranenvereine...“). Podle protektorů nesly veteránské spolky své jméno, například:
- Militär-Veteranen-Verein Feldzeugmeister Erzherzog Rainer v Budějovicích (1872), v Kojetíně (1873), Třeboni (1874), v Osoblaze (Slezsko) (1876), Znojmě (1877), Vítkově, (Slezsko) (1881) atd.
- Militär-Veteranen-Verein Feldmarschall Radetzky
- Militär-Veteranen-Verein Gustav Prinz von Thurn und Taxis
- Militär-Veteranen-Verein Graf Schaffgotsch, k.k. Statthalter
- Militär-Veteranen und Reservistenverein Erzherzog Karl
- Militär-Veteranen-Verein Graf Waldburg-Zeil-Hohenems
- Thayabodener Militär-Veteranen-Verein Freiherr von Chlumetzky[pozn. 3]
- Militär-Veteranen-Verein Feldmarschall Fürst Karl von Schwarzenberg

Činnost spolků sestávala ze tří základních aktivit. První se odehrávaly na vnitřní úrovni – roční shromáždění (sjezdy), spolkové a masopustní bály, v létě a na jaře se konaly spolkové koncerty, výlety a návštěvy okolních spolků za účelem svěcení praporu nebo důležitého výročí. Druhou důležitou aktivitou byla účast na veřejných slavnostech konaných k vlasteneckým kalendářním výročím (narozeniny císaře, jmeniny atp.), kterým propůjčovaly vojenský charakter a společně s oslavou svatodušních svátků patřily k „státním oslavám“. Při oslavách se účastnili bohoslužeb a po ukončení obřadu pořádali průvody obcí za výsostného držení spolkového praporu a státního znaku. Zejména jejich vojenské kapely patřily neodmyslitelně ke koloritu každé tradiční oslavy. K třetímu projevu veteránské oddanosti císaři Františku Josefovi I. patřilo vzdávání holdu v letech 1898–1908. Při návštěvách členů císařského rodu tvořili členové spolku uvítací výbory – stáli nastoupeni na nádražích nebo při vjezdech do měst a vesniček, kolem náměstí vytvářeli uniformovaní veteráni vzorně nastoupené špalíry. Na přelomu století nechyběli u žádné vlastenecky laděné oslavy, zrovna tak jako dobrovolní hasiči (Freiwillige Feuerwehr) a střelecké spolky (Schützenvereine). Všední život sestával samozřejmě z vyplácení podpůrných příspěvků, z financování pohřbů a z pohřebního doprovodu zesnulého veterána.

## Uniforma, zbraň a prapor
Zpočátku neexistovalo jednotné oblečení a víceméně se podobalo kroji. Většina spolků volila šedou nebo tmavě modrou uniformu podle vzoru německých veteránů. S novým rakouským říšským svazem došlo i na jednotné uniformy. C. k. ministerstvo vnitra vydalo 10. dubna 1900 předpis o služebních uniformách – „Adjustierungsvorschrift“.
Klobouk byl podle předpisu vyhotoven z pevné černé plsti s mírně rozšířeným dnem (šíře krempy vpředu i vzadu činila 1,6–2,1 cm směrem dolů, po stranách 3,5–4,5 cm zvednutá). Na levé straně se nosil usazen kovový hořící granát zdobený císařským korunovaným orlem a monogramem FJI (Franz-Joseph I.). V plamenech granátu se ukrývala trubička k zastrčení zelených kohoutích per. Uniforma sestávala z vlněné bundy ve státní tmavě zelené barvě s dvěma řadami po osmi žlutých kovových knoflících s vyraženým písmenem „V“ (Veteran) a černých dlouhých kalhot. Bundu zdobil červený límec, manžety a červené lemování. Černý kabát měl stojáček a manžety lemované taktéž červeně, vzadu tzv. dragouna a vpředu dvě řady kovových žlutých knoflíků po šesti. Límec kabátu a bundy zkrášlovaly emblémy hořících granátů. Uniformu doplňovaly bílé kožené rukavice.
Symbolem odvahy a nezávislosti (ale i vojenského stavu) bylo odjakživa nošení poboční zbraně (meč, šavle, bajonet). I když nadřízené orgány nevítaly snahy veteránů o nošení zbraně s nadšením, nakonec byla válečnickým spolkům (Kriegervereine) císařským dekretem ze dne 4. července 1914 poboční zbraň povolena. Nejprve to mohla být jakákoliv šavle, která byla předpisem (o služebních uniformách) důstojníkům a mužstvu taktéž upravena.
Veteránské spolky (Militär-Veteranen-Vereine) směly (podle císařského nařízení ze dne 29. listopadu 1865) používat vlastní prapory. Nákres praporu musel být ale předložen ke schválení. Střed vlajky povětšinou zobrazoval znak monarchie, v horní části byl umístěn název spolku a v dolní název města či obce v říšském černožlutém barevném ladění. České spolky mívaly jednu stranu praporu v červenobílé s českým lvem nebo sv. Václavem. Vlajku nosili praporečníci a byla uschována na váženém místě. Některé spolky vlajku přechovávaly v kapli. Vlajka nechyběla při žádné kulturní nebo společenské akci a její svěcení patřilo k významným událostem měst a vesnic, ke kterému se sjeli nejen veteráni z celého okolí, ale i významné osobnosti veteránů, církevních hodnostářů, šlechticů a podnikatelů. Pravidlem se stalo i střílení z hmoždířů.

## Příspěvky a podpory
Při vstupu do spolku platil každý nový člen jednorázové zápisné, jehož výši si určoval každý spolek jednotlivě a záviselo na věku (obvykle v rozmezí 50 krejcarů až 1 zlatého). Finanční příspěvky členské základny využívaly spolky k podpoře v nemoci, k pokrytí nákladů pohřbu a samozřejmě k vytváření rezervního fondu. Rozhodnutí o podpoře se odvíjelo od délky členství, ale také od rozhodnutí výboru a spolkového lékaře. Podporu v nemoci pobíral člen po předem vymezenou dobu (dva až tři měsíce) a výbor mohl také rozhodnout o prodloužení podpůrné lhůty nebo o umístění do nemocnice. Nemoc nahlašovali členové do 48 hodin předsedovi spolku.
Váleční invalidé nemuseli sice platit členské příspěvky, ale neměli pak nárok na podporu v nemoci a na pohřebné ze strany spolku. Člen pobývající na vojenském cvičení byl podle stanov nadále regulérním členem spolku, proto se na něho vztahovala povinnost placení členských příspěvků, pouze se ho netýkala podpora v nemoci. Během mobilizace byli členové suspendováni a po návratu opět zařazeni do členské základny se všemi poskytovanými výhodami. Zraněný navrátilec ztrácel nárok na podporu v nemoci, ale výbor mohl o jeho podpoře kladně rozhodnout. Rozhodnutí výboru záviselo od finančních možností spolku a výši jeho rezervního fondu. Výše příspěvku na pohřeb závisela zrovna tak na délce členství a na věku. Spolky obvykle uhrazovaly poplatky za hrob, rakev, faráře, pohřební průvod, chór, hudbu a vyzvánění. U nemajetných členů hradil spolek veškeré náklady. Povinností každého člena bylo také se pohřbu v uniformě zúčastnit.
Veteránské spolky dbaly na čest a morálku, což se projevovalo i u finanční podpory. Simulování nemoci se trestalo nejen zastavením vyplácené podpory, ale také okamžitým vyloučením. To se týkalo i „neuctivě klejících lidi, zpustlých lidí, nadměrných pijanů nebo lidí viněných z kriminálních činů“. Vyloučen mohl být člen „pro neplacení příspěvků, urážku představeného, znevážení cti spolku či neplnění úkolů, pro nepřístojné a pobuřující chování na veřejnosti, včetně opilství, pro odsouzení za zločin, krádež, podvod či zpronevěru“.

## Období 1914–1938

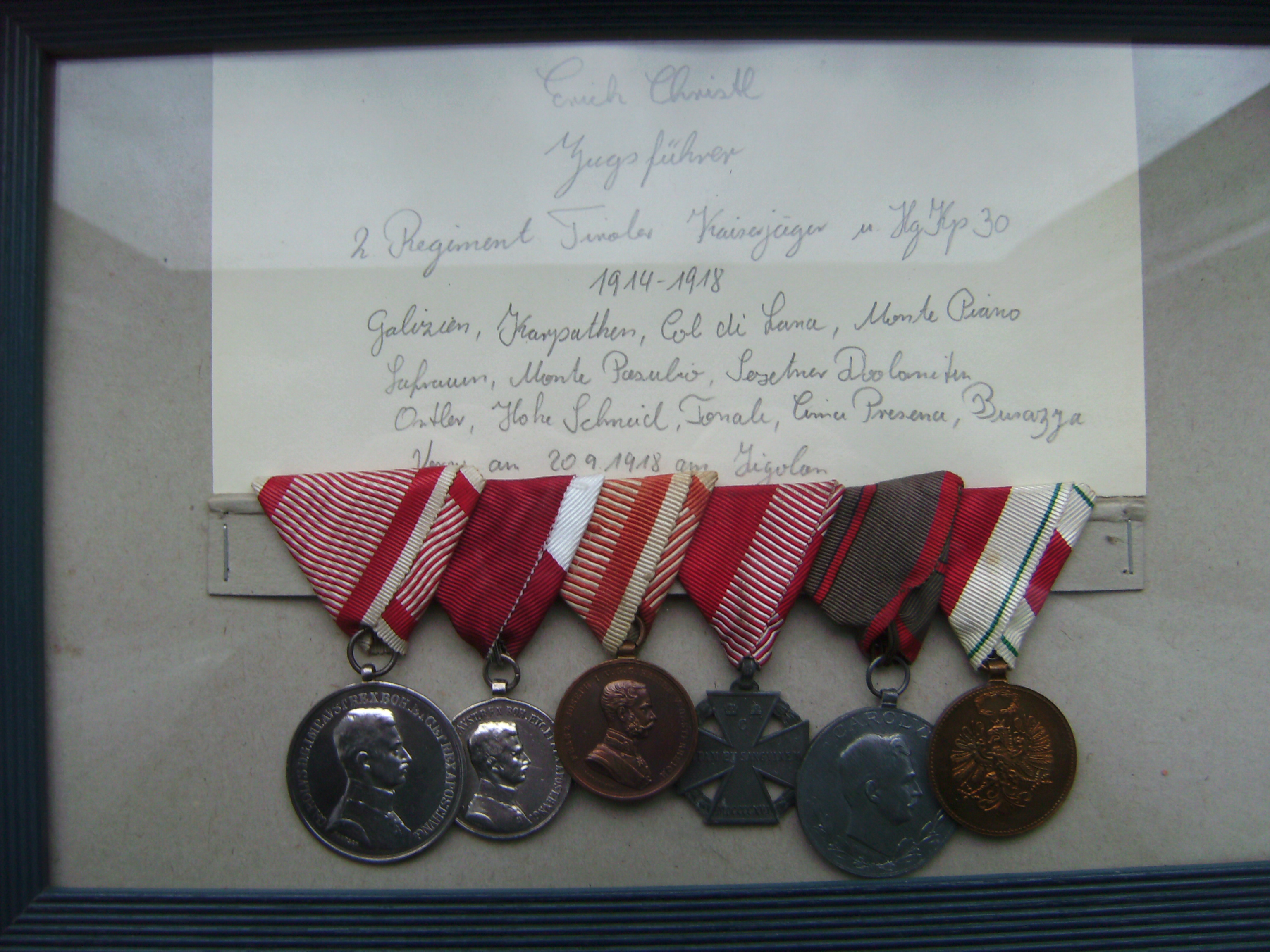
Řády c. k. armády 1914–1918

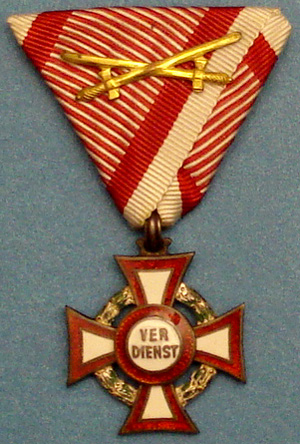
Vojenský kříž III. třídy s válečnou dekorací a meči.

O přeměnu veteránských spolků se pokoušelo ministerstvo obrany a ministerstvo vnitra již před rokem 1914. Opozice docílila nepřijmutí nového zákona a teprve po vyhlášení mobilizace a rozpoutání první světové války dosáhla vláda přeměny některých veteránských spolků na válečnické (k. k. Krieger Vereine). Pro válečnické spolky platily od roku 1915 jednotné stanovy. Vzhledem k válečnému stavu přibylo veteránům pěstování střelectví. Společně s dobrovolnými hasiči prošli výcvikem v pomocné vojenské zdravotní službě a zajišťovali první pomoc a přepravu raněných do lazaretů. Dále spolky zprostředkovávaly pro všechny členy práci a poskytovaly jim a pozůstalým potřebnou podporu a pomoc.
Po uzavření příměří a říjnovém převratu v roce 1918 museli bývalí příslušníci zaniklé habsburské armády po svém návratu domů absolvovat tzv. odrakouštění. Čs. vláda zavedla přejímací (karanténní) tábory: pro mužstvo z jižní fronty v Českých Budějovicích, Pardubicích, Chocni, Uherském Hradišti a Znojmě, pro vojáky z ruské fronty v Hranicích. Pro vojáky z Balkánu byl zřízen tábor v Srbsku. Politicky podezřelí vojáci podstoupili až šestiměsíční internaci, kterou vláda ospravedlňovala zdravotními problémy vojáků. Masy vojáků zemřely na bojištích ve Velké válce, mnoho válečných veteránů, vzhledem k jejich oslabenému organismu, po návratu podlehlo i obyčejnému onemocnění či španělské chřipce. Za prokázaná hrdinství v boji si odnášeli domů válečná vyznamenání a byli na ně po zásluze hrdí.
Již na 7. schůzi Revolučního národního shromáždění v úterý 3. prosince 1918 přijali poslanci zákon č. 61/1918 Sb. Zrušení šlechtictví a práva užívání titulů vyvrcholilo v zákazu veřejného nošení rakousko-uherských civilních a vojenských řádů, medailí, vyznamenání a odznaků. Zamezit veteránům v jejich spolčování a zpřetrhat kamarádství z fronty se snažila vláda zákonem č. 215/1920 Sb. o přeměně válečnických spolků na podpůrné či pojistné (Unterstützungsvereins gedienter Soldaten nebo Unterstützungsverein „Heimatsöhne im Weltkriege“), které pokud tak do půl roku neučinily, rozpustila z moci úřední. Všechny německé spolky byly donuceny přerušit vazby na své rakouské či německé centrály a následně je zřídit v Československu. Jejich existence byla nadále zajištěna pouze v případě, že z jejich stanov zmizel vojenský ráz a patriotické uctívání bývalé monarchie a císařské rodiny. Změna se týkala i dosud užívaných stejnokrojů. Ministerstvo vnitra stejnokroje označilo za nezákonné a „odporující československé státní myšlence“.
Vojáci a aktivní důstojníci a poddůstojníci hlásící se dál hrdě k monarchii byli označeni za zrádce národa a ze vznikající čs. armády propuštěni či odcházeli znechuceni do penze. Ze zákona č. 191/1920 o úpravě služebních požitků se dočkali diskriminace i v platových zařazeních. Zrovna tak poškozeni byli vojenští důchodci a váleční poškozenci. Bývalí c. k. frontoví vojáci, německé i české národnosti byli odkázáni na finanční podporu pozůstalých, místních spolků a veřejné sbírky. Vznikaly podpůrné fondy pro pozůstalé a poškozené z c. k. pluků a dobročinné organizace pro vdovy, sirotky a jinak válkou poškozené obyvatelstvo. Většinou to ale byly právě bývalé c. k. instituce, které vláda po válce zrušila. Z jejich přičinění se obyvatelstvo obcí skládalo na pomníčky padlým hrdinům.

### Pomníky

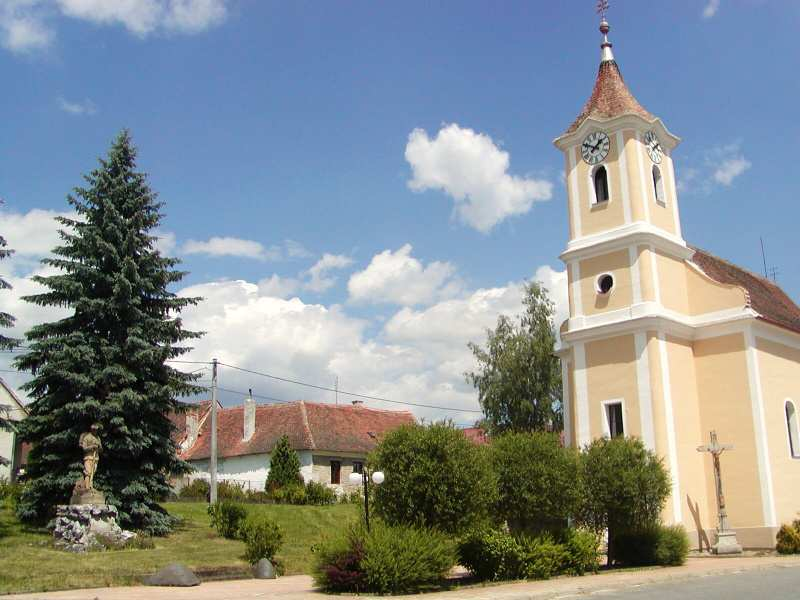
Památník padlým hrdinům z první světové války u kostela sv. Vavřince v Korolupech. Tak jako v mnoha pohraničních obcích s odstraněnou deskou se jmény padlých.

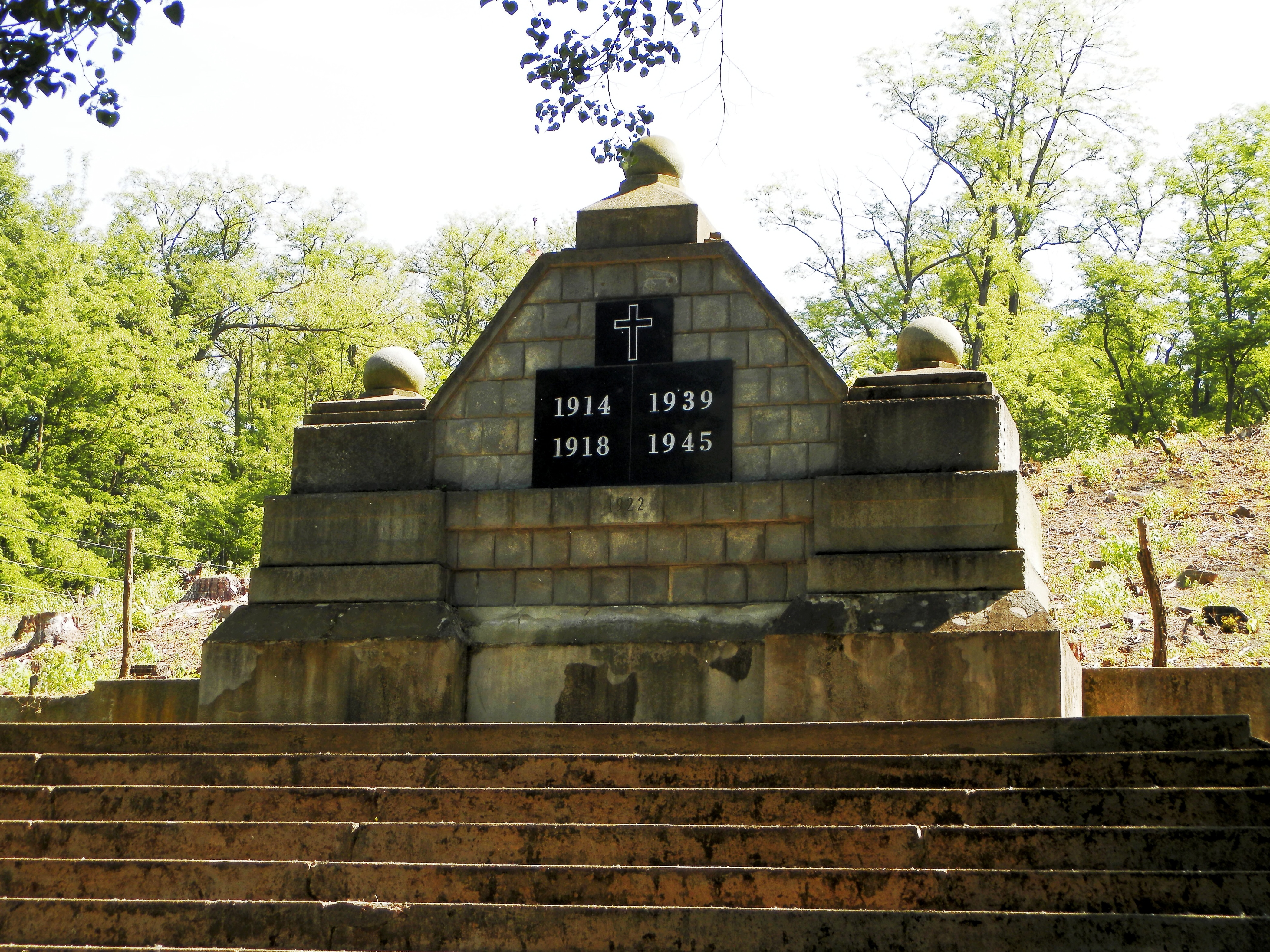
Pomník padlým za první světové války v Lechovicích původně zdobil rakouský orel a dvě desky se jmény a uprostřed meč s křížem.

I když zpočátku hlavní těžiště zájmu tkvělo v pomoci válečným invalidům a pozůstalým, brzy si veteráni připomínali své padlé, pohřešované a zesnulé kamarády. Na konci 19. století se doslova roztrhl pytel se zakládáním pomníků. Během první světové války se budovaly válečné hroby a válečné pomníky téměř souběžně. Na konci roku 1914 vládl zároveň mezi obyvatelstvem široký konsens, že by památka na padlé hrdiny měla být pro budoucí generace zachována. Učitelé a studenti Uměleckoprůmyslové školy ve Vídni vypracovali ve spolupráci s c. k. Úřadem pro podporu podnikání (k. k. Gewerbeförderungsamt) návrhy, náčrtky a plány pro hroby vojáků a válečné pomníky, které měly být c. k. Úřadem pro podporu podnikání následně použity, přičemž se stylově rozlišovalo mezi hrobem a pomníkem. K tomu se rozeběhlo několik výstav, jako třeba ve spolupráci s dolnorakouským spolkem „Verein für Denkmalpflege und Heimatschutz“ výstava v Mannheimu (Ausstellung „Kriegergrab und Kriegerdenkmal“) na přelomu let 1916/17.
Po první světové válce sehrála významnou roli při budování pomníků také katolická církev, která se kultu válečných hrdinů zrovna tak ujala. Zejména svátek Všech svatých (Allerheiligenfest) se stal základním kamenem všech ceremonií při uctívání padlých a zesnulých válečných hrdinů (což je v Rakousku dodnes). Proto také většina pomníčků stávala nebo stojí v blízkosti kostelů. Budování pomníků padlým hrdinům z první světové války sloužilo (po roce 1919) na území Rakouska a v připojených německých oblastech v Československu především k utužení vztahů vnitřně a politicky roztrženého obyvatelstva a k uchování rakouských tradic. Veteráni pomníky budovali v duchu rakouského patriotismu.
Obyvatelé obcí a členové veteránských spolků uctívali většinou někoho z rodiny či někoho z okruhu svých známých. Poválečné dosídlené obyvatelstvo v pohraničí tento osobní vztah jednak postrádalo a za druhé nápisům na pomnících často ani nerozumělo („Den Helden der Heimat“, „Den fürs Vaterland gefallen Helden“, „für Gott und Vaterland kämpfende Helden“, „Helden, welche in treuer Pflichterfüllung ihr Leben auf dem Altar des Vaterlandes geopfert haben“, „Heldensöhne“ nebo „tapfere Krieger“ apod.). Do toho se promítala i všeobecně podporovaná nenávist ke všemu německému. Pomníky byly po válce horlivými komunistickými funkcionáři likvidovány, pryč musely přijít i symboly monarchie a jiná symbolika, která Němce jen trochu připomínala. Mnoho pomníků se stalo základním stavebním kamenem pro pomníky osvoboditelům Rudé armády. V tom lepším případě z nich zmizely pouze desky s německým věnováním a jmény padlých vojáků.
Oproti tomu se konaly velké a státem podporované veřejné sbírky na podporu legionářů a za účasti Sokola okázalé slavnostní vojenské přehlídky spojené s přísahami často při odhalování pomníků. Němečtí veteráni byli nakonec odškodněni až ve Třetí říši v rámci tzv. „Wiedergutmachung“. Na české veterány jako občany protektorátu nebylo možné zákon aplikovat a nebyl ani vydán protektorátní zákon, který by právně křivdy spáchané na českých veteránech odčinil. Určitého zadostučinění se jim dostalo až díky intervencím generála Roberta Rychtrmoce u německých úřadů.

### Svaz vojáků z fronty
Ve třicátých letech dvacátého století docházelo v Československu postupně k politickému uvolnění. V roce 1936 byl v Praze založen spolek bývalých (rakouskouherských) českých vojáků „Svaz vojáků z fronty v ČSR“. Ministerstvo vnitra schválilo jeho stanovy koncem října 1937. Předsedou spolku byl zvolen Hynek Babka, ústředním tajemníkem Bohumír Cetkovský a místopředsedou Jan Hájek (později Jan Doleček). Přestože spolek udržoval hlavně kamarádské vztahy s vojáky z fronty, jeho činnost byla státními orgány neustále sledována. Kamenem sváru mezi Cetkovským a Hájkem se stalo nadměrné přijímání legionářů. Ti si nakonec vytvořili vlastní organizaci „Exekutivu bývalých vojáků“ a ze Svazu vojáků z fronty odešli. Ministerstvo národní obrany se snažilo do konce roku 1938 všechny spolky neprofesionálních vojáků (mimo válečných poškozenců) sloučit pod Svaz československých záložníků a bývalých vojáků. Tímto úkolem pověřilo plukovníka gšt. Čeňka Kudláčka. Předsedou svazu se stal 30. října 1938 brig. gen. v.v. Karel Heřman. Vzhledem k tomu, že Svaz vojáků z fronty do nově vzniklého Svazu čs. záložníků a bývalých vojáků nevstoupil, policejní ředitelství v Praze jeho činnost s okamžitou platností 30. listopadu 1938 zastavilo. Zrovna tak policejní ředitelství postupovalo i v případě Exekutivy bývalých vojáků. Oba spolky se však nepodařilo úředně rozpustit. Svaz vojáků z fronty fungoval tajně dál.

## Období 1938–1945
Po Mnichovské dohodě a připojení pohraničního území k Třetí říši se staly německé veteránské a válečnické spolky součástí „NS-Reichskriegerbund“ (Národně socialistický říšský svaz válečnických spolků). V čele svazu „Reichskriegerbund“ stál velitel říšských válečníků (Reichskriegerführer), svaz zastřešoval říšské župní válečnické svazy (Gaukriegerverbände) s příslušnými krajskými válečnickými svazy (Kreiskriegerverbände) a místními válečnickými kamarádstvími (Kriegerkameradschaften). Dne 3. března 1943 Adolf Hitler svaz rozpustil a majetek veteránů propadl straně NSDAP, pod kterou některé lokální spolky válečnických kamarádství nadále fungovaly. Z jejich členské základny se ke konci války formovaly oddíly Volkssturmu.

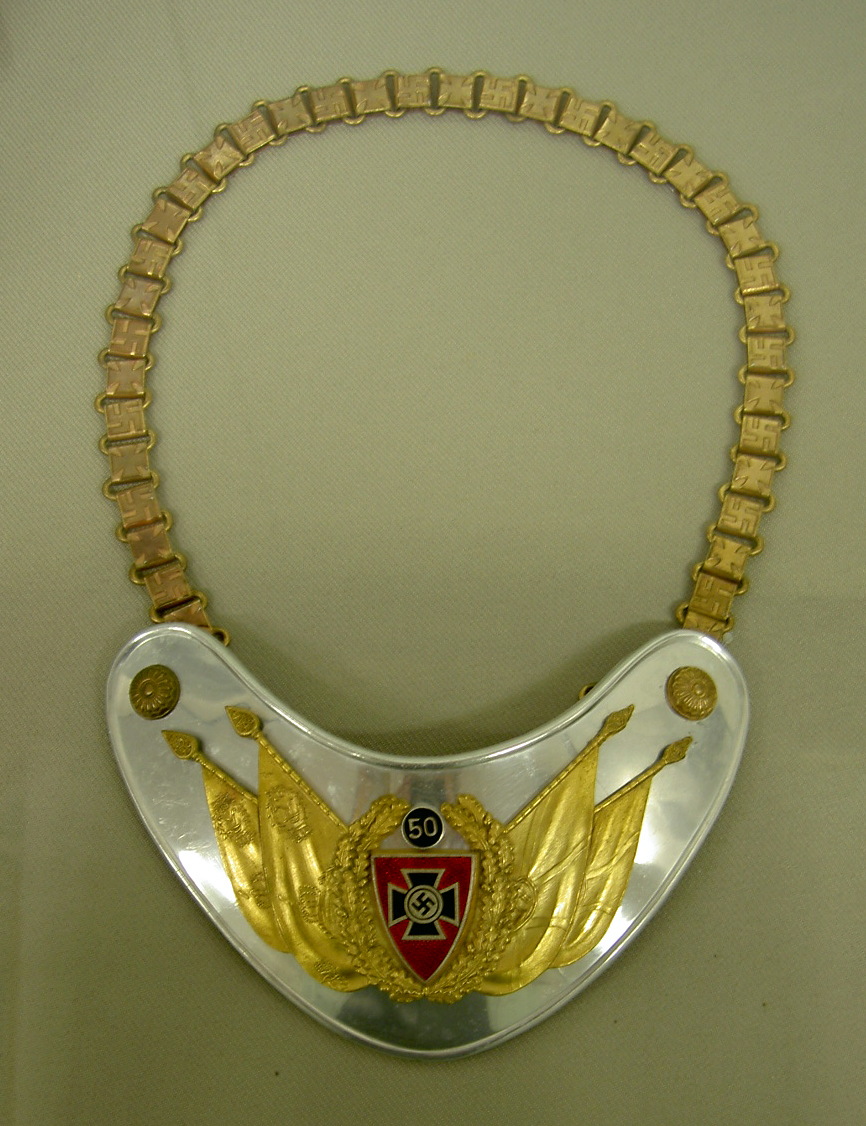
Kovová plaketa tzv. „Ringkragen“ praporečníka NS-Reichskriegerbund (v Německu před anšlusem Kyffhäuserbund)

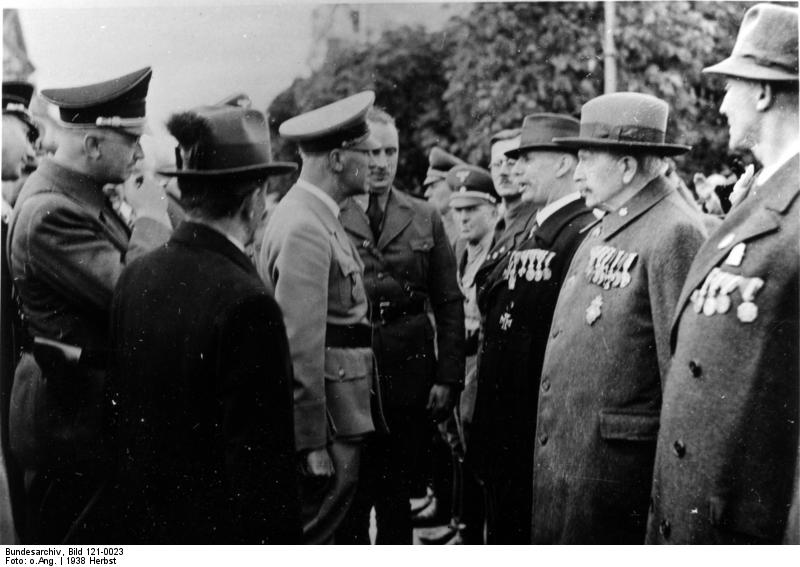
NS – říšský ministr vnitra
Wilhelm Frick při návštěvě Sudet a nastoupenými veterány. Po vzniku Československa již bez uniforem (viz kapitola Veteránské spolky po první světové válce).

Německé říšské orgány neměly po zřízení protektorátu v úmyslu zastavit činnost českých spolků bývalých vojáků. V jejich zájmu bylo spolky kontrolovat a mít přehled o jejich majetku. Říšský protektor Karl Hermann Frank „Svaz vojáků z fronty“ 12. května 1939 rehabilitoval zvláště z toho důvodu, že nebyl podle německých úřadů „infikovaný legionáři“ a vstup do něj nebyl povolen ani Židům. Proto doporučil generálu četnictva v. v. Bláhovi přepracovat stanovy v duchu Svazu válečníků a podle organizační struktury NSRKB. Počátkem léta 1939 došlo také k přejmenování Svazu čs. záložníků a bývalých vojáků na „Kamarádský svaz bývalých vojáků“ (v čele zůstal Heřman), Svazu čs. důstojníků na „Podpůrný svaz bývalých českých důstojníků“ s novým předsedou gen. šéf justiční služby v.v. Adolfem Zeleným a Svaz bývalých rotmistrů na „Podpůrný svaz bývalých českých rotmistrů“.

### Český svaz válečníků
Stanovy Českého svazu válečníků přijalo ministerstvo vnitra 20. dubna 1941 a koncem května 1941 přepracované stanovy pro „Kamarádství“ ČSV. Komisařský vedoucí Svazu vojáků z fronty spolek rozpustil a členská základna vstoupila na ustavujícím shromáždění 19. června 1941 do „Kamarádství“ ČSV. Ministerstvo vnitra 17. července 1941 přepracované stanovy odsouhlasilo. Český svaz válečníků sdružoval bývalé, přísaze věrné, české vojáky a byl zprvu nepolitickou a nevýdělečnou organizací. Podle stanov zabezpečoval své členy výhradně po stránce kulturní, mravní, hospodářské a sociální. Předsedou ČSV se stal generál četnictva v. v. Otto Bláha. Struktura a složení ČSV odpovídaly Národně socialistickému říšskému svazu válečnických spolků (Nationalsozialistischer Reichkriegerbund). Jednotlivým místním spolkům „Kamarádství“ (v každém větším městě) byly nadřízená krajská kamarádství. Ta byla zastřešena zemskými svazy.
V roce 1943 nastoupil na post ústředního vedoucího divizní generál v. v. Robert Rychtrmoc. Český svaz válečníků nyní podle nových stanov fungoval jako samostatná organizace pro pěstování kamarádství v duchu kladného postoje k říšské myšlence a pro pěstování sociální péče o členy. V Čechách se nacházelo 12 a na Moravě 5 nově vymezených krajů. Od třetího čtvrtletí 1943 dostával svaz od ministerstva ročně 300 000 K (ve čtvrtletních splátkách po 75 000 K) a od města Prahy roční příspěvek 5 000 K. Ústřední vedoucí i jeho dva zástupci pracovali pro spolek zdarma. Vedoucí kanceláře A. Burda, personální referent J. Hintnaus a účetní F. Janda zpracovávali svazovou agendu za pravidelný plat. V agendě pro opatřování medailí za statečnost byla zaměstnána jedna osoba na omezenou dobu za týdenní mzdu a druhá pracovala dobrovolně. Generální velitel neuniformované protektorátní policie povolil členům svazu 16. října 1943 užívání kruhovitého spolkového odznaku uprostřed s přilbou protknutou mečem a okolo s nápisem: Tschechischer Kriegerbund – ČSV. Okupační úřady ale členům nedovolily nosit stejnokroje, vlajky a pořádat slavnostní pochody (paradenmarše).
ÚV Robert Rychtrmoc se neustále zasazoval o české bývalé rakousko-uherské důstojníky a vojíny, kteří odmítli vstoupit do legií. Československá armáda je z tohoto důvodu do svých řad nepřijala a vojáci tak neměli nárok na penzi. Zároveň se na ně nevztahoval ani německý zákon o tzv. Wiedergutmachung. Po mnoha intervencích se nakonec uvolil ministr hospodářství Walter Bertsch odškodnit české vojáky, „kteří byli v zajetí nebo propadli při české jazykové zkoušce a ztratili tím na služebních létech nebo na penzijních požitcích“. Pro sociálně slabé členy Rychtrmoc vydobyl jednorázovou podporu ve výši 500 K. Na jaře 1944 docházelo k rušení živností. Proto se také zasadil, aby se u členské základny případy rušení posuzovaly jednotlivě. Ministr hospodářství vyšel Rychtrmocovi vstříc i při vyplácení odměn za rakouské medaile udělované za statečnost. Za zlatou medaili obdržel voják měsíčně 200 K, za stříbrnou 600 K ročně a za bronzovou 300 K ročně. Navíc dostával každý účastník první světové války starší 70 let měsíční příspěvek 100 K.

### Ústřední svaz bývalých vojáků
První pokusy Bohuslava Kálala a protektorátní vlády o zastřešující organizaci všech spolků bývalých vojáků ztroskotaly. Zrovna tak i pokusy začlenit do vznikajícího ústředí „Český svaz válečníků“, který s legionářskými organizacemi nehodlal ani v době protektorátu příliš kooperovat. Teprve 20. října 1942 se mu podařilo Ústřední svaz bývalých vojáků (ÚSBV) ze zástupců Podpůrného svazů bývalých českých důstojníků, Podpůrného svazů bývalých českých rotmistrů, Exekutivy bývalých vojáků a Kamarádského svazu bývalých vojáků utvořit. Generální velitel neuniformované protektorátní policie vzal 20. prosince 1942 stanovy ÚSBV na vědomí. Ústřední svaz sdružení bývalých vojáků v Čechách a na Moravě se podle stanov soustředil na zlepšování a zhospodárnění sociální péče i hmotných podpor členské základny.
Dne 5. ledna 1943 se konala ustavující schůze ÚSBV, na které byl jednomyslně zvolen ÚV (ústředním velitelem) ÚSBV brig. gen. v. v. Bohuslav Kálal. Jeho funkce nebyla placená, ale měsíčně pobíral reprezentační příspěvek 5000 K. Svaz směl vydávat měsíčník „Zprávy bývalých vojáků“ ve vlastním nákladu a v počtu 25 000 výtisků. Vzhledem k tomu, že se neustále objevovaly z různých stran snahy začlenit Český svaz válečníků pod ÚSBV, vydal K. H. Frank 4. května 1943 zásadní stanovisko k poměrům ve spolcích bývalých vojáků. Kálal si mohl ponechat dosavadní organizaci, ale obě organizace měly fungovat odděleně, z německé strany neexistoval žádný zájem na utvoření společného sboru. Už jen z toho důvodu, že ČSV byla spolkem bez legionářů a židů. Exekutivu bývalých vojáků měl Kálal okamžitě rozpustit. Místo Exekutivy přistoupil Svaz válečných poškozenců. Spolky, které sloučení odmítly, byly úředně rozpuštěny.
K příležitosti pátého výročí zřízení Protektorátu Čechy a Morava byl v neděli 12. března 1944 svolán z podnětu ČSV sjezd bývalých českých vojáků, kteří až do poslední chvíle zůstali věrní c. k. armádě a svému císaři. Spolupořadatelem byl i ÚSBV. Na Žofíně se sešlo 1 500 mužů. Sjezdu se účastnila delegace Kuratoria v čele s MUDr. Františkem Teunerem a mnoho dalších významných protektorátních činitelů (předseda protektorátní vlády, ministr školství a lidové osvěty doc. Kliment, KV NS doc. Dr. Tomáš Krejčí, za vládní vojsko generál František Marvan, předsednictvo ČLPB, rytíři řádu Marie Terezie kpt. v. v. Jan Fousek a kpt. v. v. Ladislav Vojáček, arm. gen. v. v. Alois Podhajský, div. gen. v. v. Jan Antony, brig. gen. v. v. Bohumil Binko, brig. gen. v. v. Ladislav Forbelský, za Podpůrný svaz bývalých českých důstojníků gen. šéf just. služby v. v. Adolf Zelený, za Kamarádský svaz bývalých vojáků brig. gen. v. v. Karel Heřman, za německé státní ministerstvo ing. Anton Zankl).

## Konec druhé světové války
Opuštěné kanceláře Českého svazu válečníků v Praze byly hned v začátku květnového povstání vykradeny. Na příkaz Zemského národního výboru (ZNV) v Praze převzali členové bývalého „Svazu vojáků z fronty“ Babka a Fric kanceláře a následně je zapečetili. Fric a Doleček byli pověřeni 6. září 1945 likvidací a inventurou ČSV. Český svaz válečníků spadal podle § 3, odstavec 2 retribučního dekretu mezi jiné fašistické organizace podobné povahy a jako spolek sloužící nacistickým a fašistickým účelům byl rozpuštěn dle § 4 dekretu prezidenta republiky ze dne 25. září 1945 číslo 81 sbírky zákonů a nařízení.
Robert Rychtrmoc byl zatčen 9. května 1945, Otto Bláha 14. května 1945 a Gustav Mohapel, redaktor časopisu ČSV „Kamarádství“, 5. května 1945. Národní soud v Praze uznal všechny tři vojenské veterány vinnými ze zločinu proti státu „podle § 1 retribučního dekretu a podle § 2, odst. 2 zákona na ochranu republiky a zločinu podle § 3, odst. 1 retribučního dekretu“. Bláhu a Rychtrmoce odsoudil k trestu smrti a rozsudek byl vykonán ještě ten den 21. ledna 1946. Mohapela k trestu těžkého žaláře v trvání 25 let, zostřeného čtvrtletně jedním tvrdým ložem. Podle § 14 retribučního dekretu pozbyli všichni obžalovaní navždy občanské cti, museli uhradit náklady trestního řízení a jejich majetek propadl ve prospěch státu. Na Gustava Mohapela se vztahovala amnestie počátkem května 1960, po propuštění byl ale sledován StB v rámci akce „Major“. Zemřel roku 1979. I. náměstek Rychtrmoce brig. gen. v. v. Ladislav Forbelský byl zatčen 15. května 1945 a odsouzen lidovým soudem 27. června 1946 za „spáchání zločinu proti státu podle § 3, odst. 2 téhož dekretu k trestu těžkého žaláře v trvání pěti roků, zostřeného čtvrtletně jedním tvrdým ložem“. Také on hradil náklady trestního řízení, ztratil na dobu pěti let občanskou čest a veškerý jeho majetek propadl státu. Po odsunu německého obyvatelstva vydal ZNV v Praze 19. srpna 1946 vyjádření, které se týkalo venkovské členské základny ČSV. U nich se mělo při vyšetřování postupovat obezřetněji.
Kálal oznámil 12. května 1945 ministerstvu vnitra rozpuštění ÚSBV a zasla své oznámení všem členským svazům. Jeho postup nebyl podle spolkových stanov právoplatný, ale ministerstvo vnitra s ním souhlasilo. Majetek a finanční hotovost skoro sto tisíc korun spadl do klína nejprve Svazu čs. důstojnictva a později Svazu brannosti. Brig. gen. v. v. Bohuslav Kálal byl za spolupráci s Němci zatčen a zemřel 13. července 1945 ve věznici na Pankráci. Proti Zelenému bylo za spolupráci s Němci 7. června 1946 zahájeno kárné řízení. Bohumír Cetkovský byl 20. dubna 1940 zatčen Gestapem, následně předán do koncentračního tábora (KT), kde zahynul. Karel Heřman byl zatčen Gestapem a do konce války byl internován v KT.

## Odkaz a tradice
V Rakousku se veteráni po druhé světové válce přetransformovali do rakouského svazu Österreichischer Kameradschaftsbund (ÖKB). Z podnětu Mgr. Jindřicha Lipeckého vzniklo v roce 2011 občanské sdružení Svaz c. k. vojenských vysloužilců zemí Koruny české. Jedním z hlavních cílů sdružení je záchrana pomníků z období rakousko-uherské monarchie a pomníků na památku císaře Františka Josefa I.

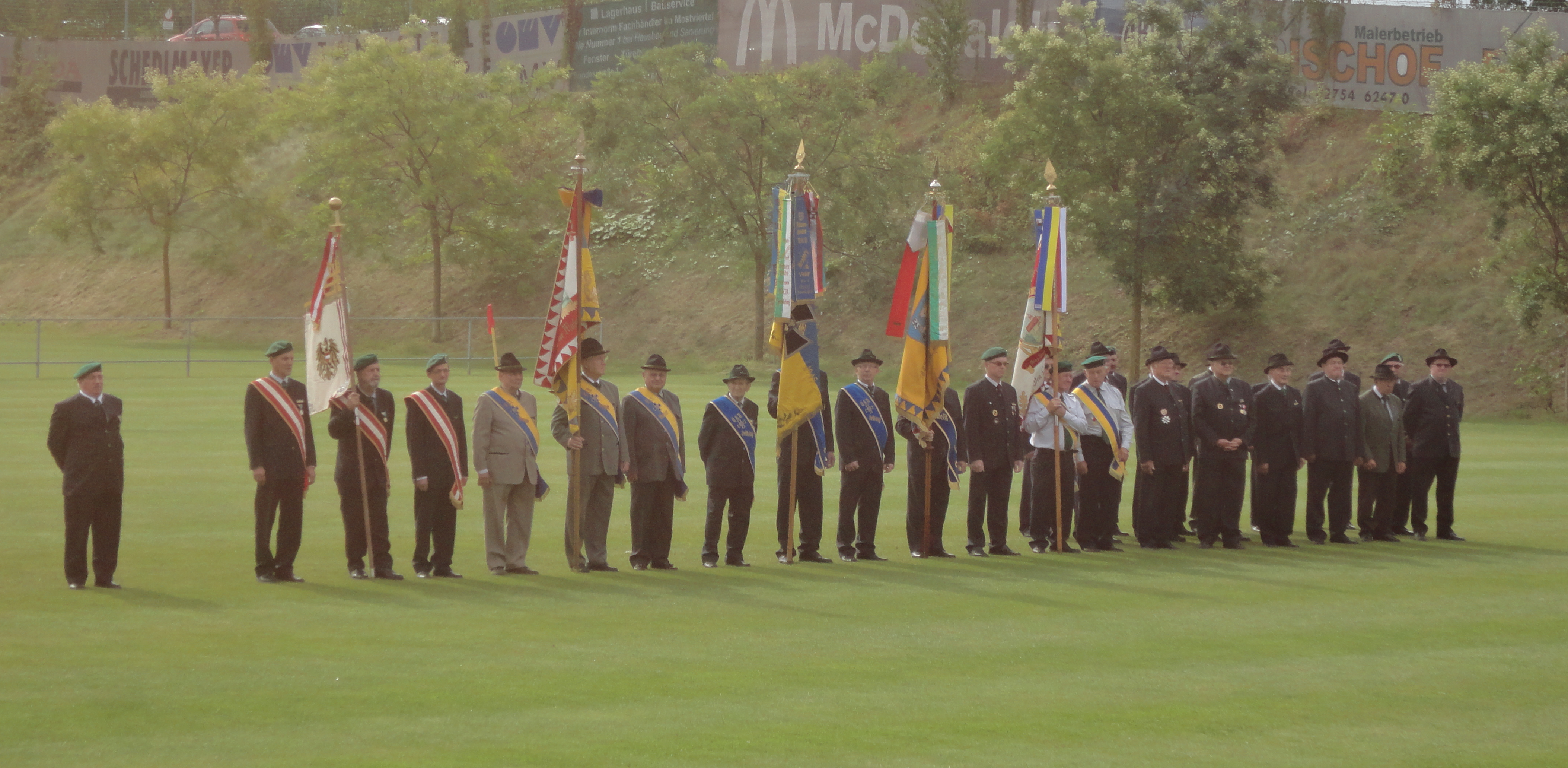
Nástup členů rakouského svazu Österreichischer Kameradschaftsbund při přísaze, 2011

Pro připomenutí generacemi neprávem opomíjeného hrdinství našich předků, bývalých vojáků c. k. armády, prokázaného bezpočtukrát na všech bojištích mnohých válek a bitev v minulosti vybojovaných, pro připomenutí jejich statečnosti, s níž často hleděli smrti do tváře a přesto věrně a neochvějně stáli v řadách vojsk pod císařským praporem k obraně své vlasti, pro připomenutí jejich hrdosti, s níž tito dříve udatní bojovníci později oblékali slavnostní uniformu vojenského vysloužilce, pro připomenutí jejich ušlechtilosti a obětavosti, s níž se starali o své nemohoucí a nemocné druhy, pro připomenutí jejich věrnosti, s níž stáli při sobě až do svého posledního dne, pro připomenutí památky našich pradědů a dědů, vojenských vysloužilců, a pro naši hlubokou úctu a obdiv k nim, ve snaze přispět k oživení tradic spolkového života vojenských vysloužilců, rozhodli jsme se založit občanské sdružení, které by bylo věnováno právě jen a jen c. k. vojenským vysloužilcům.
Svaz c. k. vojenských vysloužilců zemí Koruny české

## Galerie

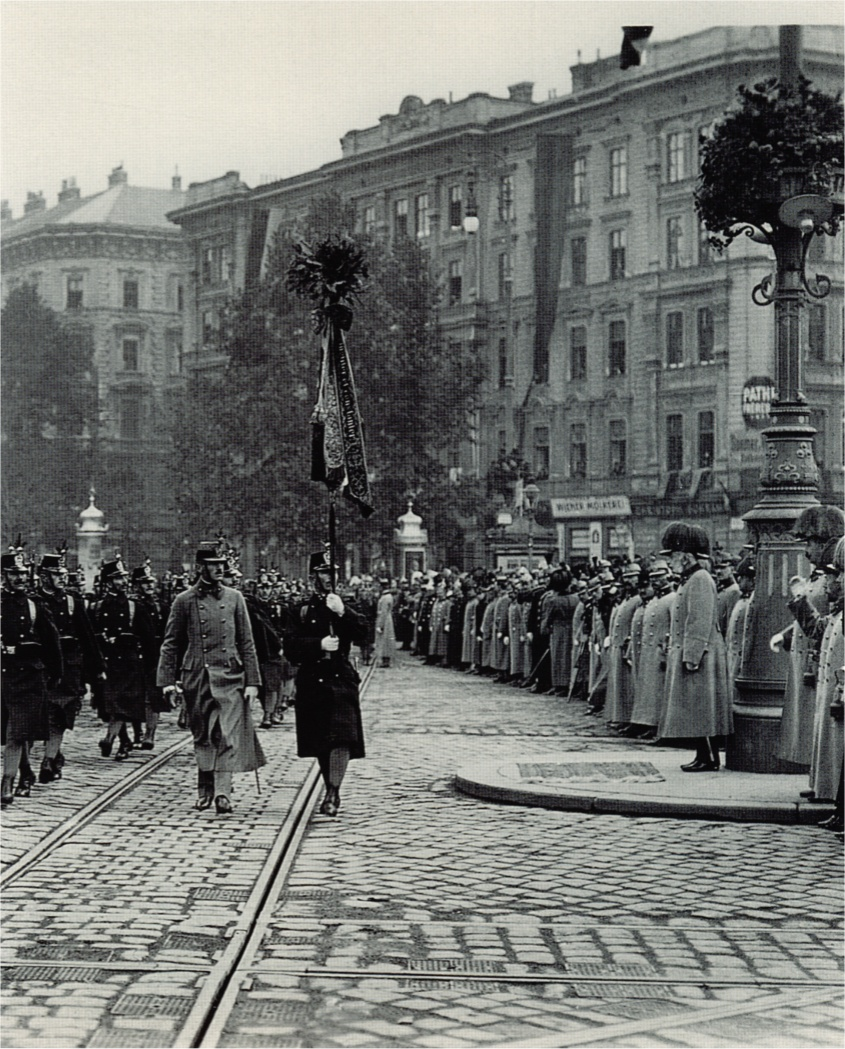
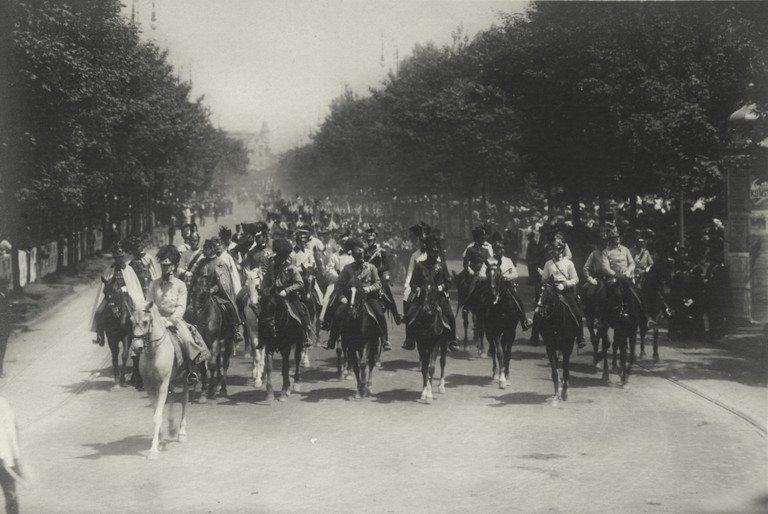
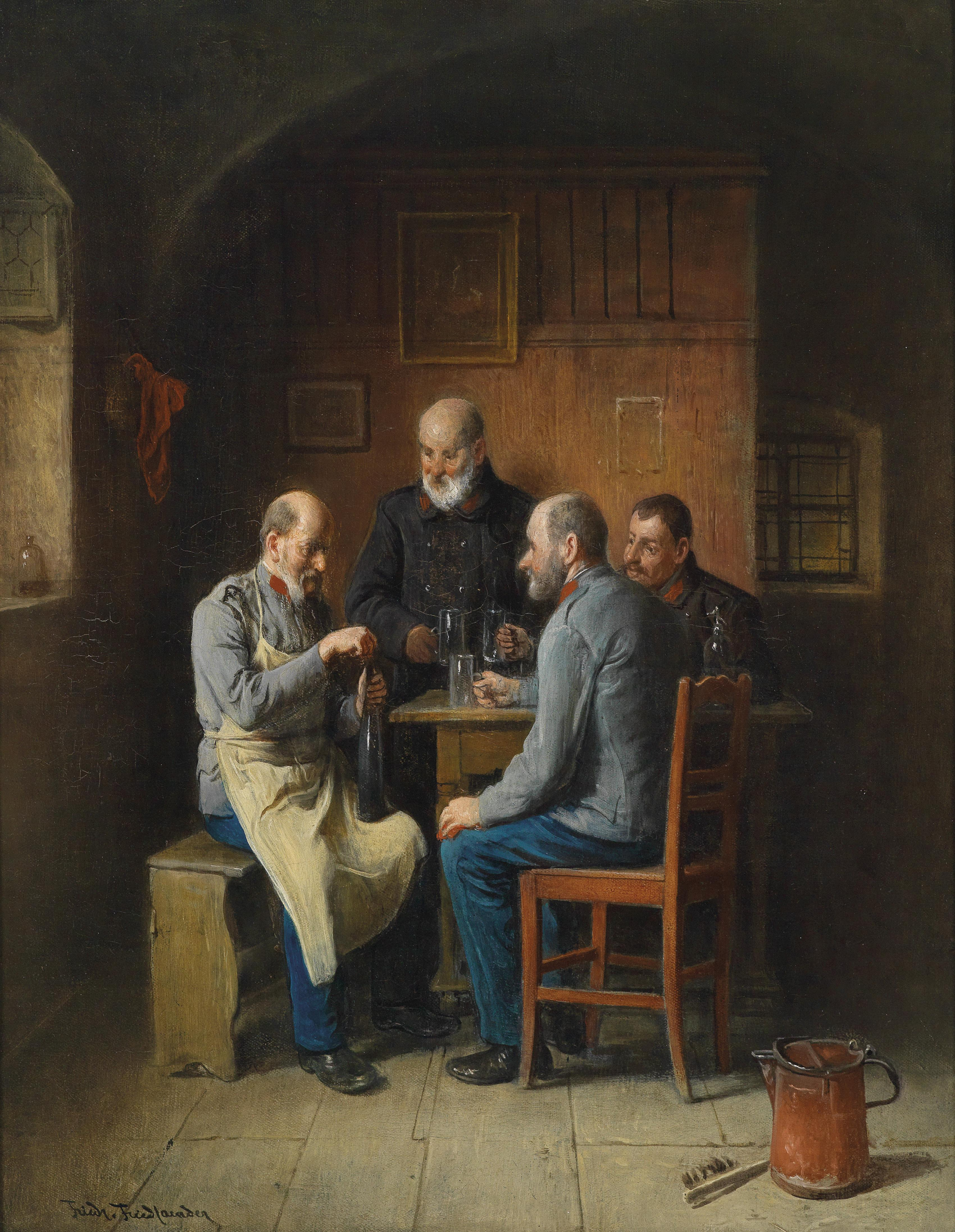
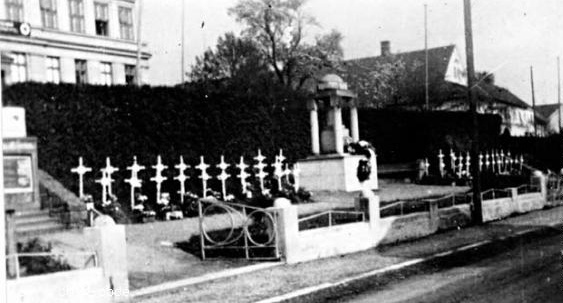

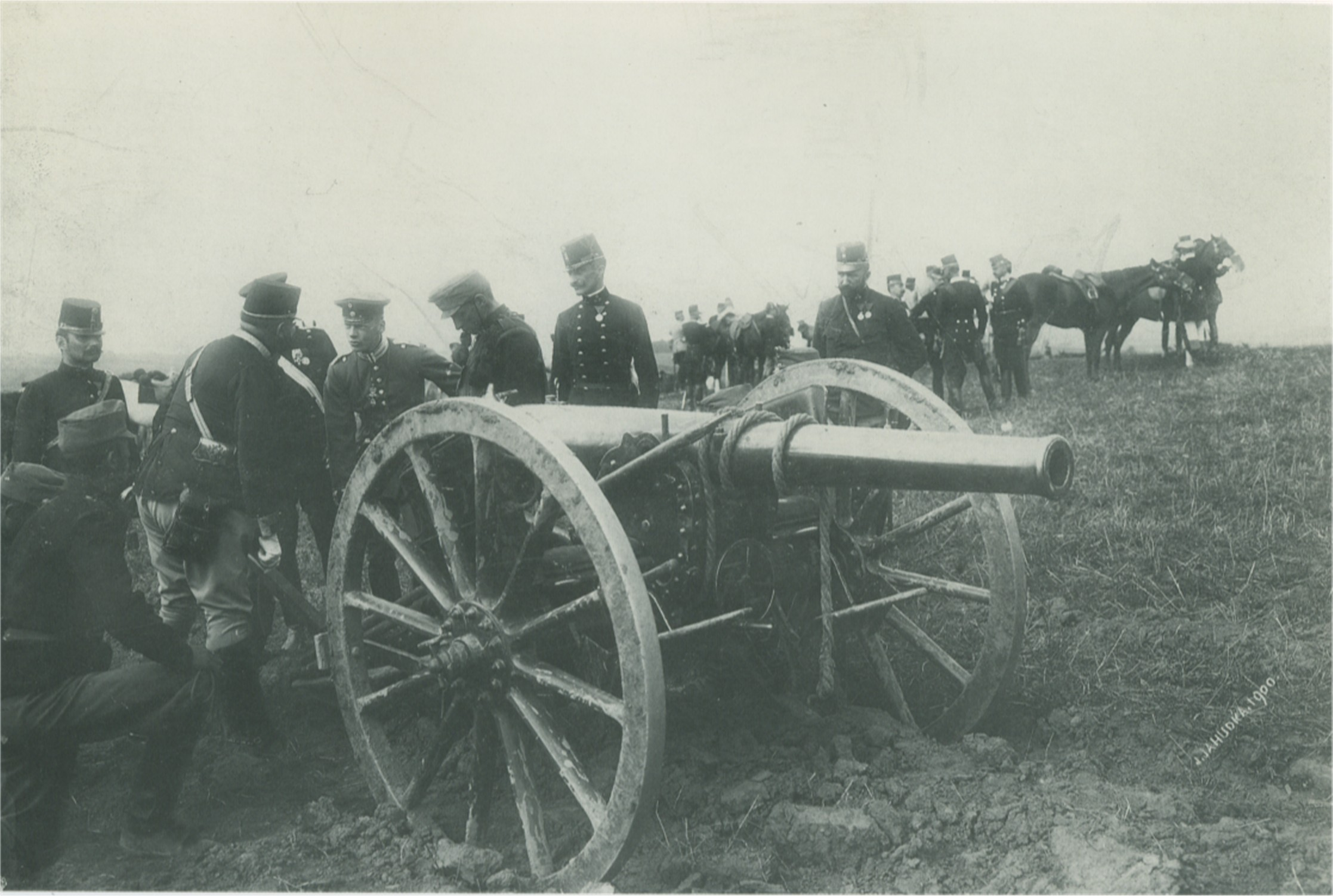
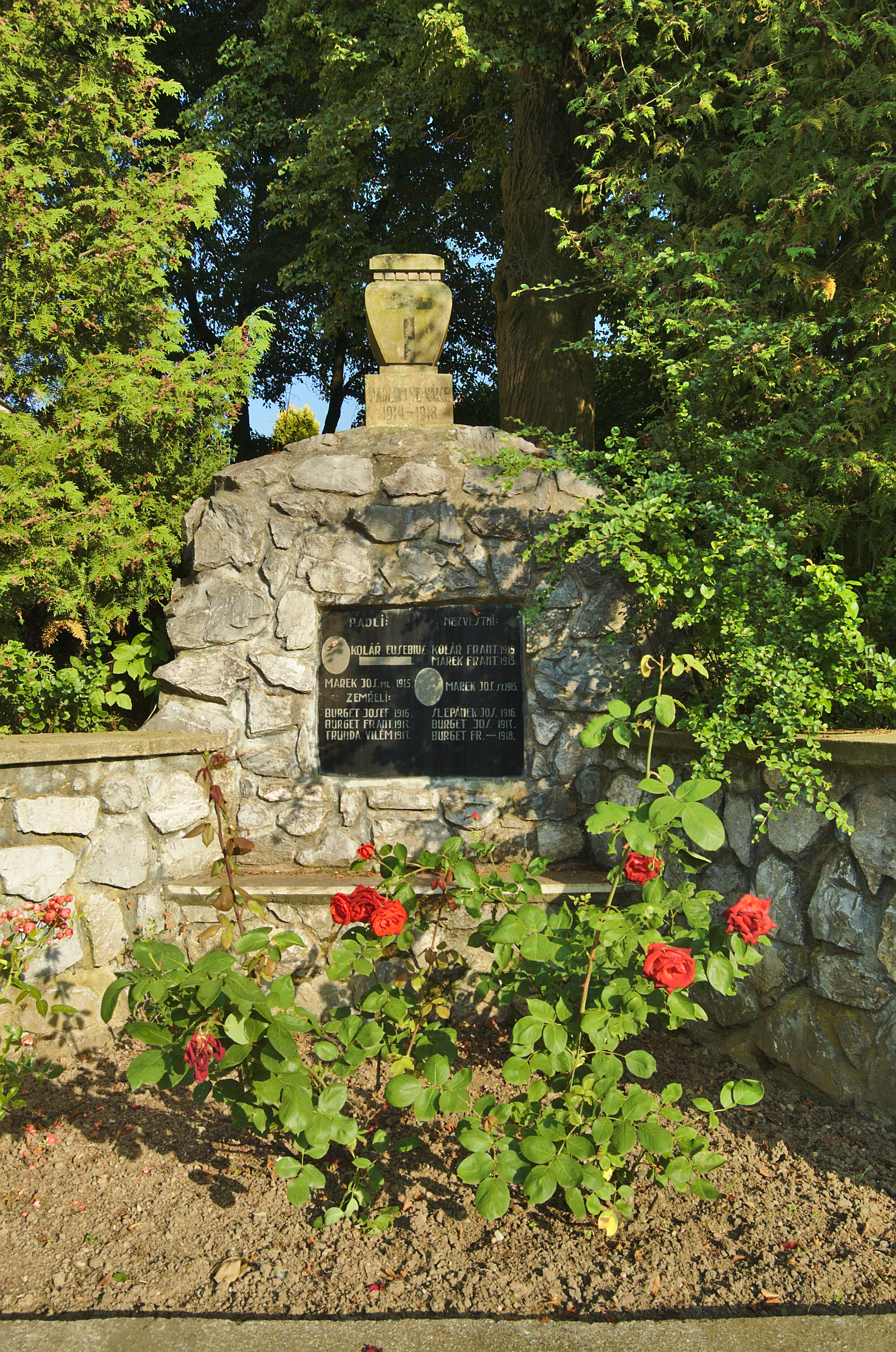
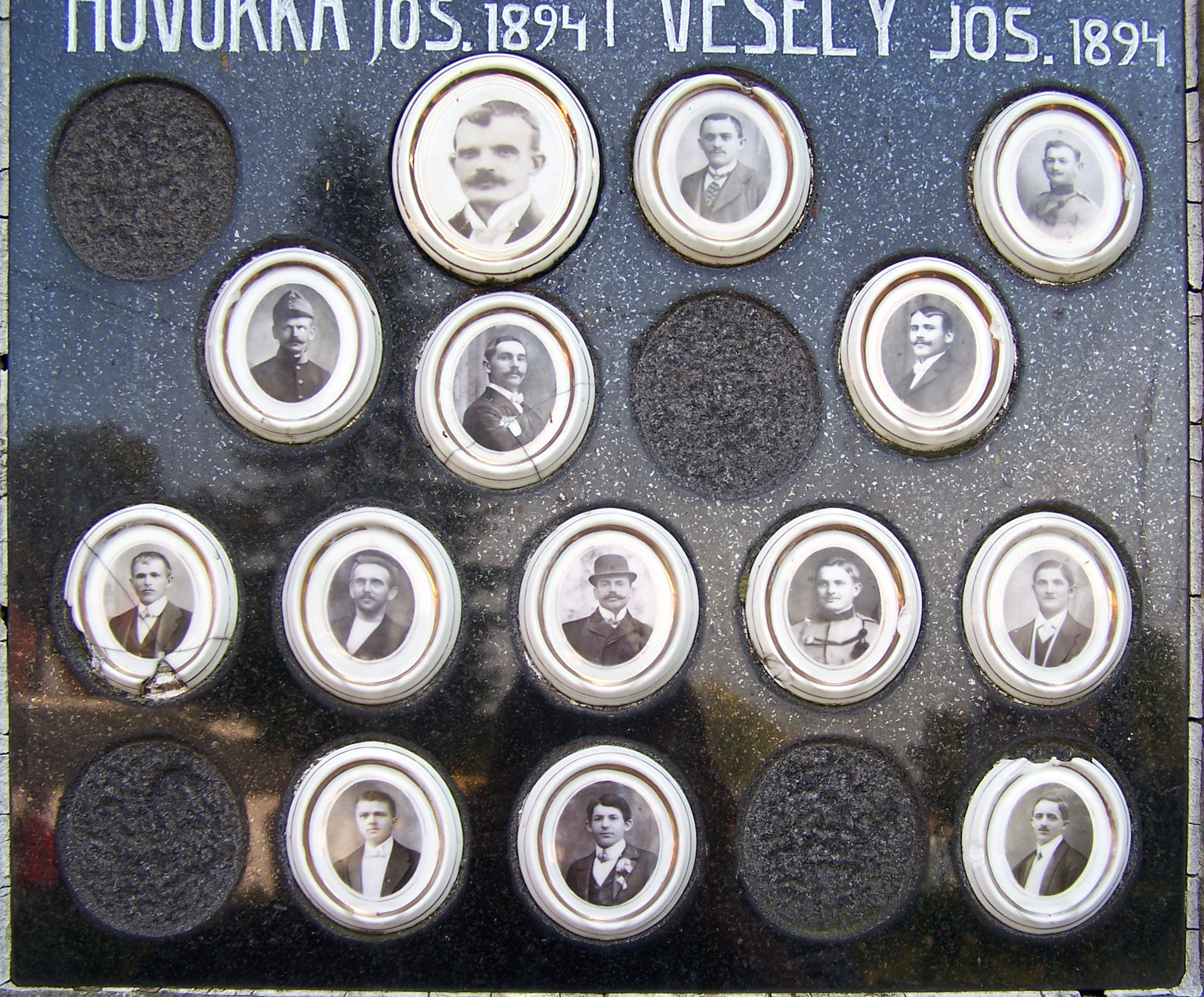
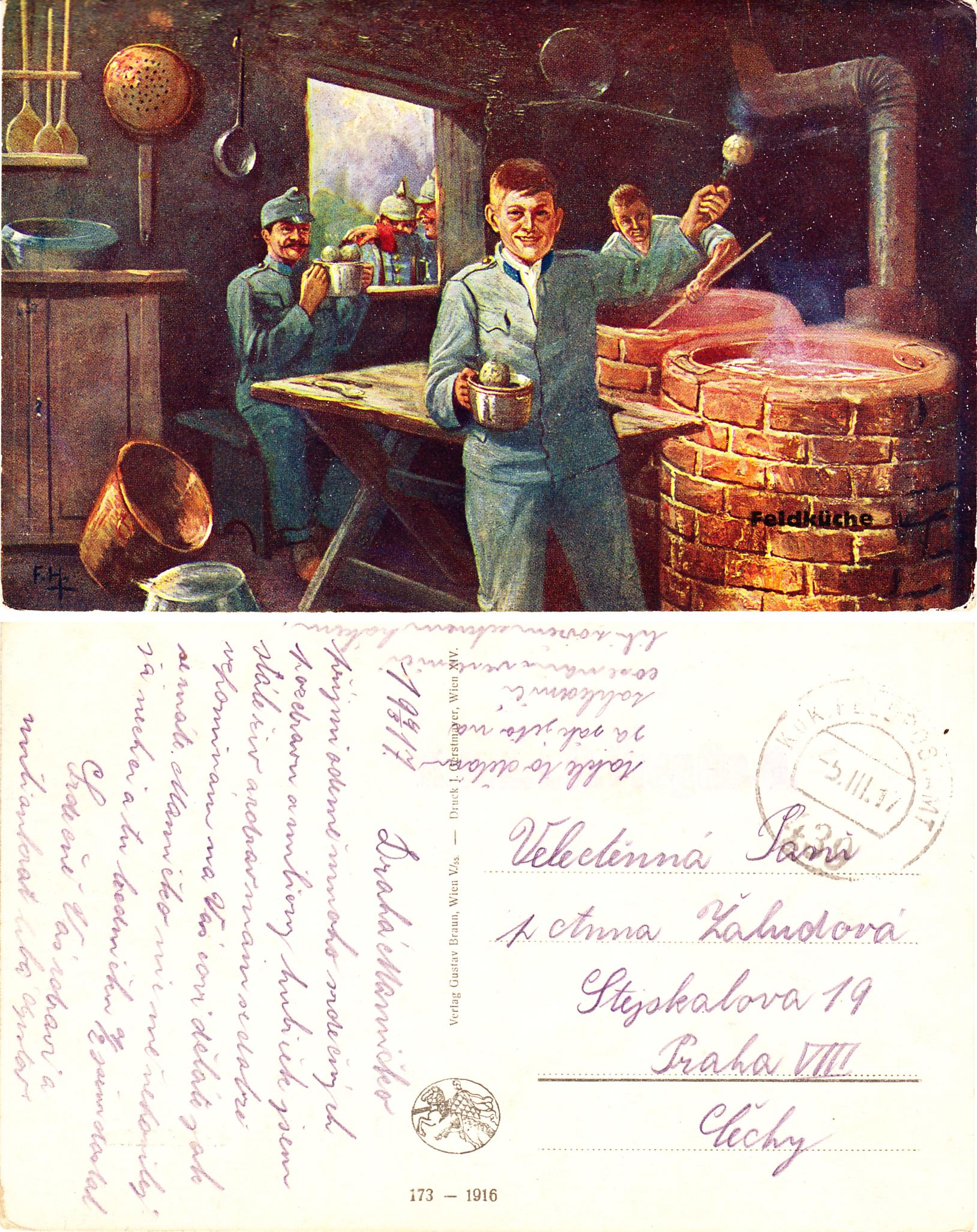